# Marcantonio Trevisan

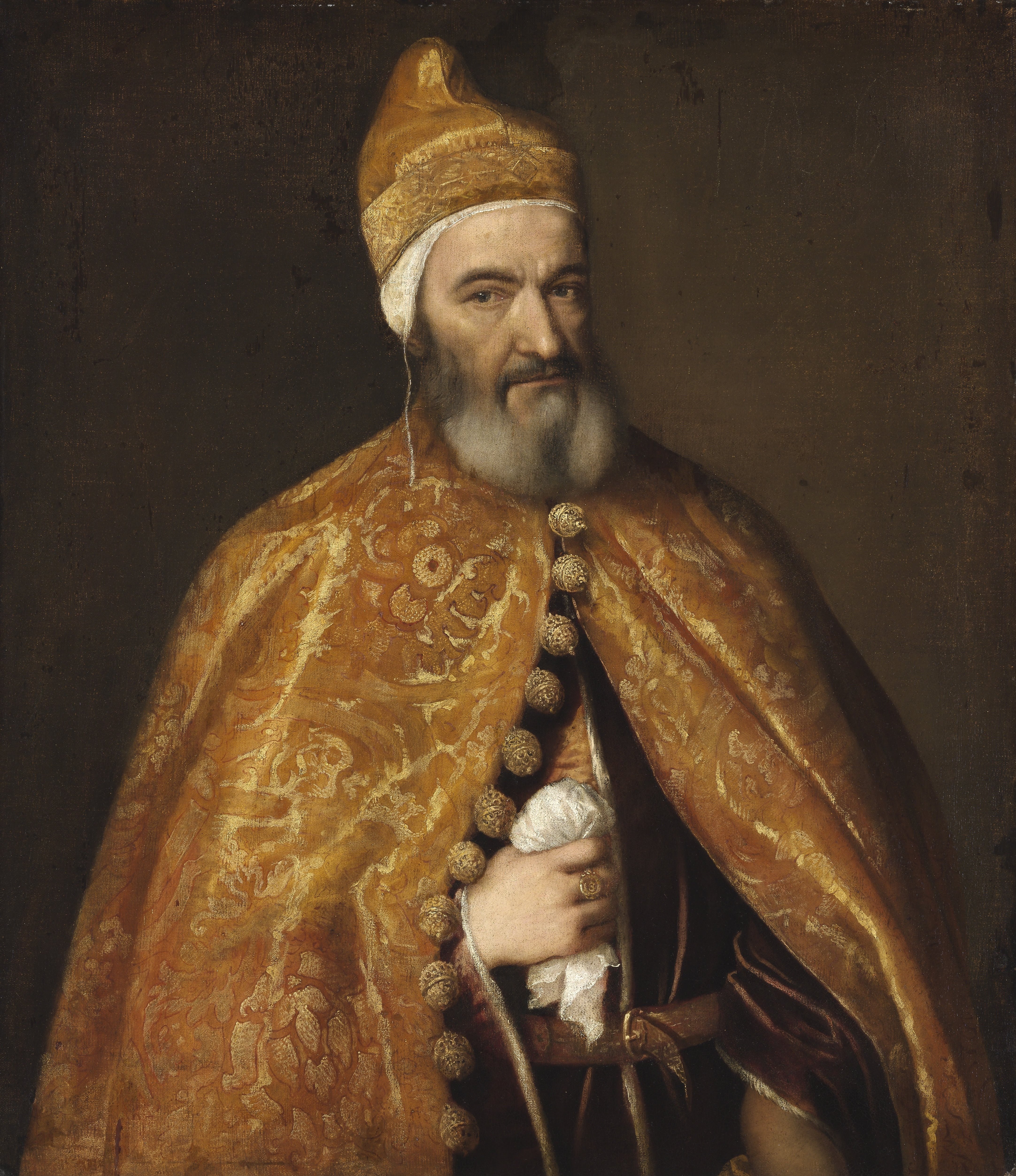
Tizian: Porträt des Dogen Marcantonio Trevisan, fertiggestellt im Januar 1555, zunächst in der Sala dei Pregadi, dem Senatssaal aufgehängt, Szeptmüveszeti-Museum, Budapest

Marcantonio Trevisan (* um 1475 in Venedig; † 31. Mai 1554 ebenda), auch Trivisan, war von seiner Wahl am 4. Juni 1553 bis zu seinem Tod, folgt man der Zählweise der staatlich gesteuerten Geschichtsschreibung der Republik Venedig, ihr 80. Doge. Er war nur knapp ein Jahr in diesem höchsten Amt.
Trevisan bekleidete zuvor höchste Posten im Kolonialreich Venedigs, wie etwa auf Zypern oder Kreta, doch in fortgeschrittenem Alter widmete er sich verschiedenen Formen der Wohltätigkeit. Gewählt wurde er, obwohl er nach zeitgenössischer Einschätzung zu gutmütig und zu fromm für die weltliche Position eines Dogen war.

## Familie

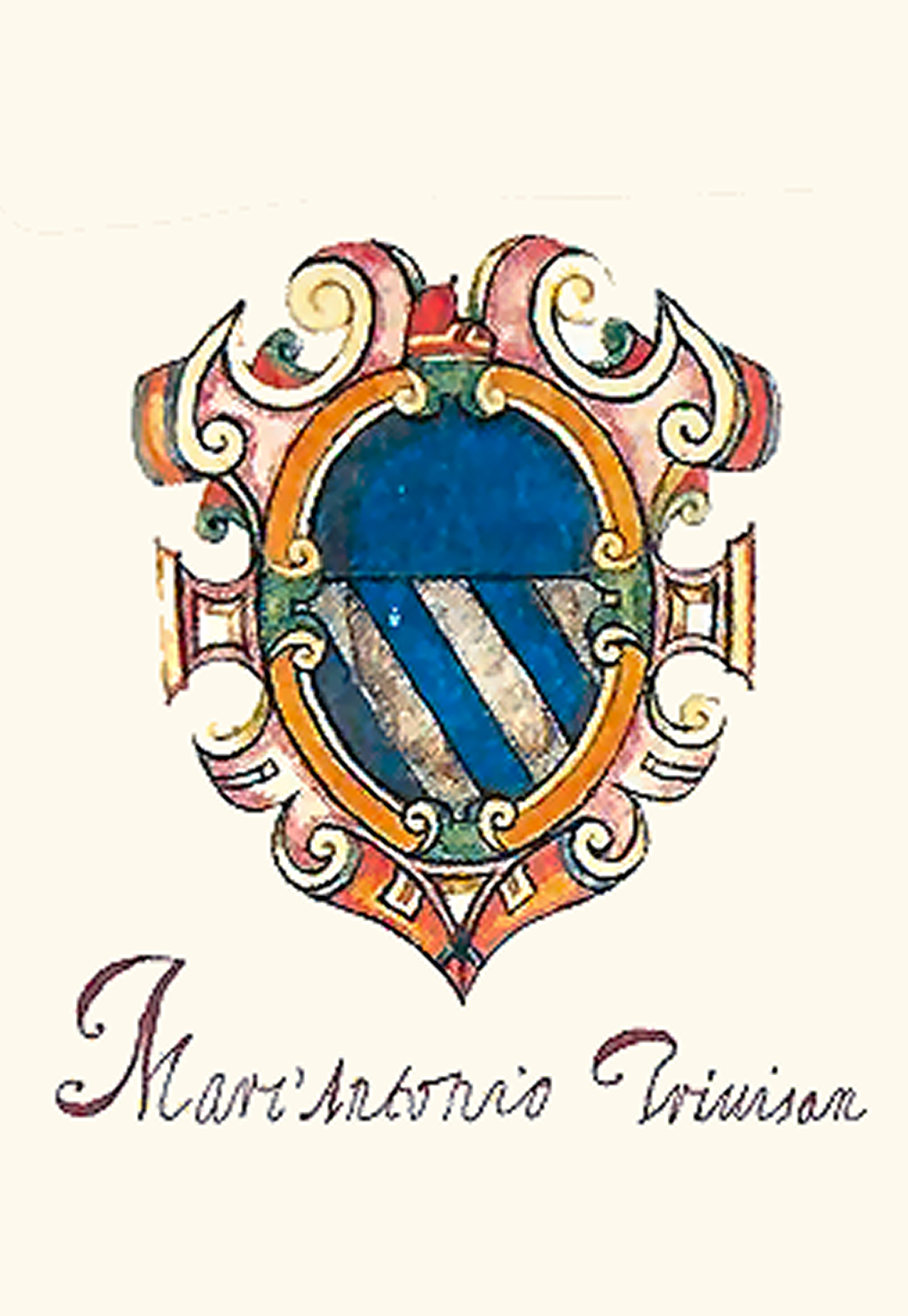
Wappen des „Marc'Antonio Trivisan“, frühes 17. Jahrhundert

Die Familie ist seit 1157 in Venedig nachweisbar, sie soll aus Treviso und dem Friaul stammen. Damit gehörte sie zu den neuen Familien (case nuove), denen es gelungen war, in den privilegierten Stand der Stadt aufzusteigen, der als Adel oder Patriziat bezeichnet wird. In den Quellen ist von nobili die Rede.
Marcantonio gehörte zu einem Zweig (ramo) oder einer Linie der Trevisan – von dieser Familie bestanden fünf Zweige, die nach den Inseln, bzw. den Kirchengemeinden oder aber nach markanten Punkten im Stadtgebiet benannt wurden, in denen ihr Familienpalast stand. So unterscheidet man die Trevisan von San Barnaba und Santa Maria Formosa, von Sant’Agnese oder San Baseggio, aber auch die Trevisan del Ponte dell’Angelo –, ein Familienzweig, der erst 1381 in den venezianischen Adel aufgenommen wurde (erkennbar an der Aufnahme in den Großen Rat, der Generalversammlung des erwachsenen, männlichen Adels).
Der Generalkapitän Melchiorre Trevisan († 1500) brachte 1479 aus Konstantinopel eine Heilig-Blut-Reliquie mit, die in der Frari-Kirche verehrt wurde. Die Trevisan erhielten eine bis heute nach der Familie benannte Kapelle in der Kirche, Melchiorre Trevisan ein eigenes Grabmonument, nachdem er im Kampf mit den Osmanen ums Leben gekommen war. Ein Großonkel von Marcantonio war der Patriarch von Aquileja Alvise Trevisan.
Marcantonio Trevisan war einer der Söhne des Donato und der Suordamor Marcello del ramo di riva di Biagio. Sie gehörte also dem Familienzweig der Marcello an, der an der Riva di Biagio (oder Biasio) in Cannaregio ansässig war. Marcantonio war der älteste von fünf Brüdern – eine spätere Tradition schrieb ihm einen weiteren Bruder zu. Er lässt sich zuerst am 14. November 1492 nachweisen. Seine Brüder sind vor ihm gestorben. Sie hinterließen keine legitimen Nachkommen, ähnlich wie Alvise, der eine illegitime Tochter namens Soreta hinterließ.

## Leben

### Ämterlaufbahn

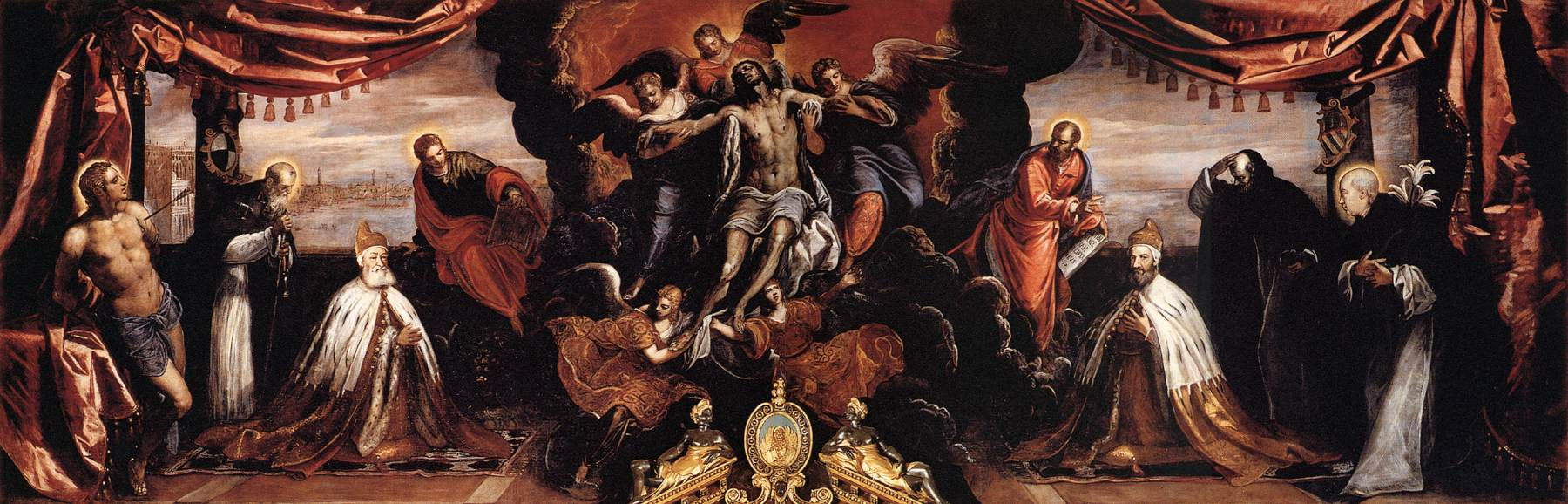
Jacopo Tintoretto: Der Leichnam des toten Christus, von Engeln getragen, wird von den Dogen Pietro Lando (links) und Marcantonio Trevisan angebetet, Sala del Senato, Dogenpalast. Das Gemälde entstand zwischen 1581 und 1584; es ersetzte ein Werk Tizians, das beim Brand von 1574 vernichtet worden war.

Marcantonio Trevisan übte, wie die meisten männlichen Angehörigen des Patriziats, die im Großen Rat versammelt waren, wichtige Ämter im Dienst der Republik aus. In diese wurden sie üblicherweise im Großen Rat gewählt, Wahlen, die sie bei mitunter erheblichen Strafen, nicht ablehnen durften, es sei denn, sie hatten triftige Gründe, wie etwa Krankheit oder eine andere staatliche Aufgabe. Trevisan war Gouverneur von Zypern und Candia, der Hauptstadt der für Venedig wichtigen Insel Kreta, und Prokurator von San Marco (procuratore de ultra). Letztere Position wurde, wie üblich, auf Lebenszeit vergeben.
Bei der Wahl zum Dogen hielt den Achtundsiebzigjährigen einer der 41 Elektoren, Andrea Vallaresso, für ungeeignet, das Dogenamt zu übernehmen, da er zu gut und unschuldig wäre. Trevisan stimmte ihm sogar zu. Er soll berichtet haben, dass er nachts in seinem warmen Zimmer aufgewacht sei und geträumt habe, ein armer Pilger fröre unter den Prokuratien. Sogleich sei er mit Dienern aufgebrochen und habe Ignatius von Loyola angetroffen, den er als Gast aufgenommen habe. Dennoch wurde Trevisan zum Dogen gewählt, wie es ihm Ignatius vorhergesagt hatte.

### Das Dogenamt

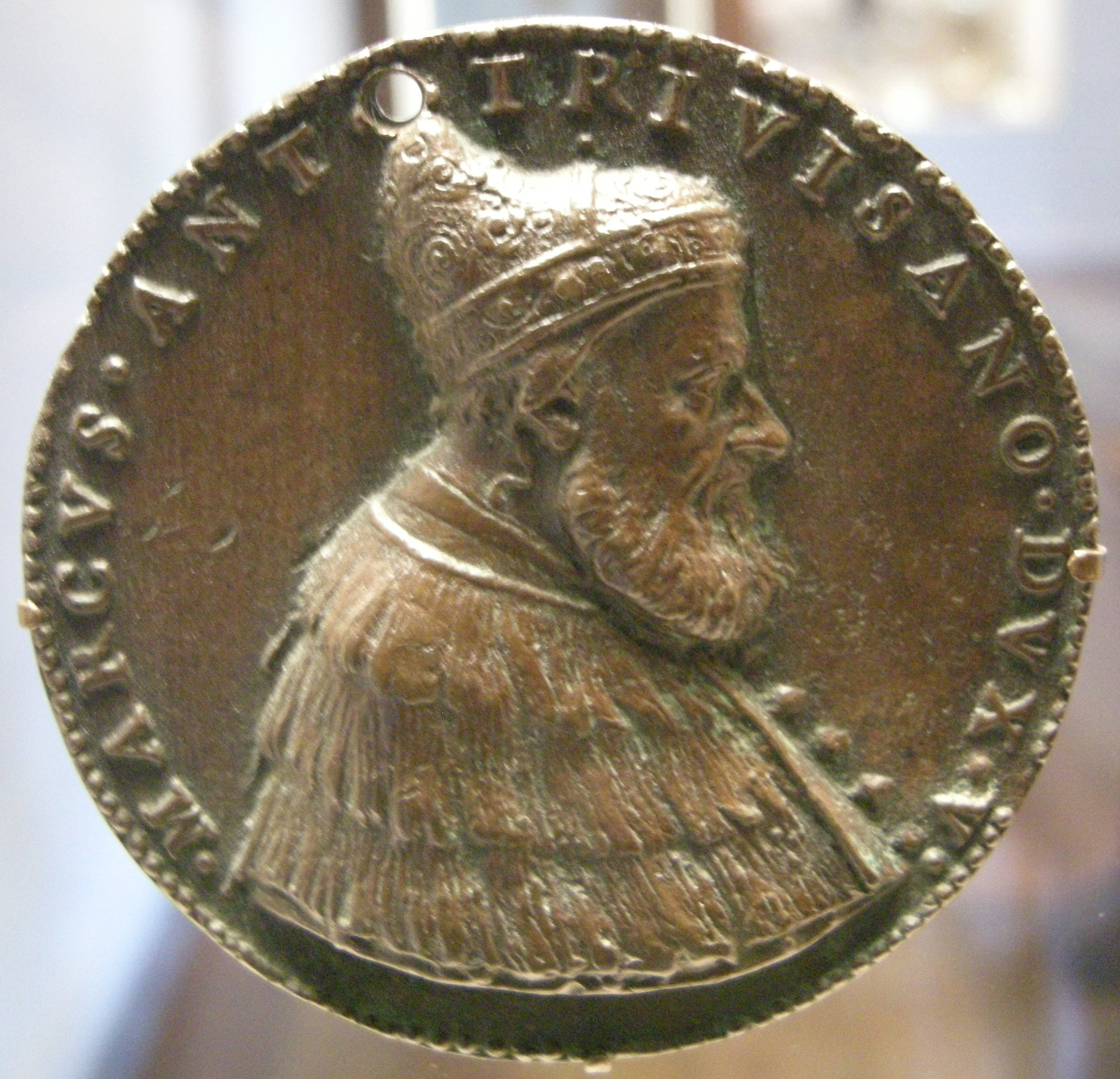
Bronzemedaille mit dem Bildnis des Dogen „Marcus Ant Trivisano Dux“ eines italienischen Künstlers des 16. Jahrhunderts, Durchmesser 6,35 cm, Gewicht 110,33 g, Kress-Sammlung, National Gallery of Art, Washington, West Building, Ground Floor - Gallery 16

Trevisan galt als außerordentlich mildtätiger und frommer Mensch. Das zeigte sich – neben seinem Engagement für das Rechtswesen und die Religion – auch in seinen Bemühungen, in seinen Augen schlechte Sitten, wie zum Beispiel die nächtlichen Bälle, Theateraufführungen und Feste nach Mitternacht, zu verbieten und das aufwendige Leben des Adels einzuschränken. Seine Bemühungen, das religiöse Leben zu reformieren und die Gänge der Justiz zu beschleunigen waren zwar nicht erfolgreich, er selbst wurde jedoch wegen seiner Frömmigkeit und seiner Integrität geschätzt. Marcantonio Trevisan konnte in dem knappen Jahr seiner Amtszeit allerdings nur wenig erreichen.
Während der üblichen Prozessionen nahm er jedes Mal, wenn er ein Kreuz oder eine Madonna passierte, den Corno Ducale ab, die Dogenmütze. Auch neigte er zu sehr häufigen und langen Gebeten. Bei einem dieser Gebete soll er gestorben sein.
Als er sein Testament aufsetzen ließ, verfügte er über ein Vermögen von 5.100 Dukaten, dazu Immobilien und Kleider. Nachdem er diverse Legate bestimmt hatte, überließ er den Rest einem Verwandten, Pietro Marcello, gleichfalls Prokurator von San Marco. Dazu zählte man lange den großen Trevisan-Palast in Canonica, doch gehörte dieser einem anderen Zweig der Trevisan. Er wurde am 4. Oktober 1577 an Bianca Cappello verkauft. Sein Vater hatte hingegen ein Haus am Campo Santa Maria Mater Domini besessen, zu dem es heißt, es sei: „forsi la più antica di questa cità, qual za molti forse centenara di anni stavano li miei avi et proavi“. Er hielt das Haus offenbar für das älteste der Stadt, in dem seine Vorfahren seit Jahrhunderten lebten.

## Grabmal, Bilder

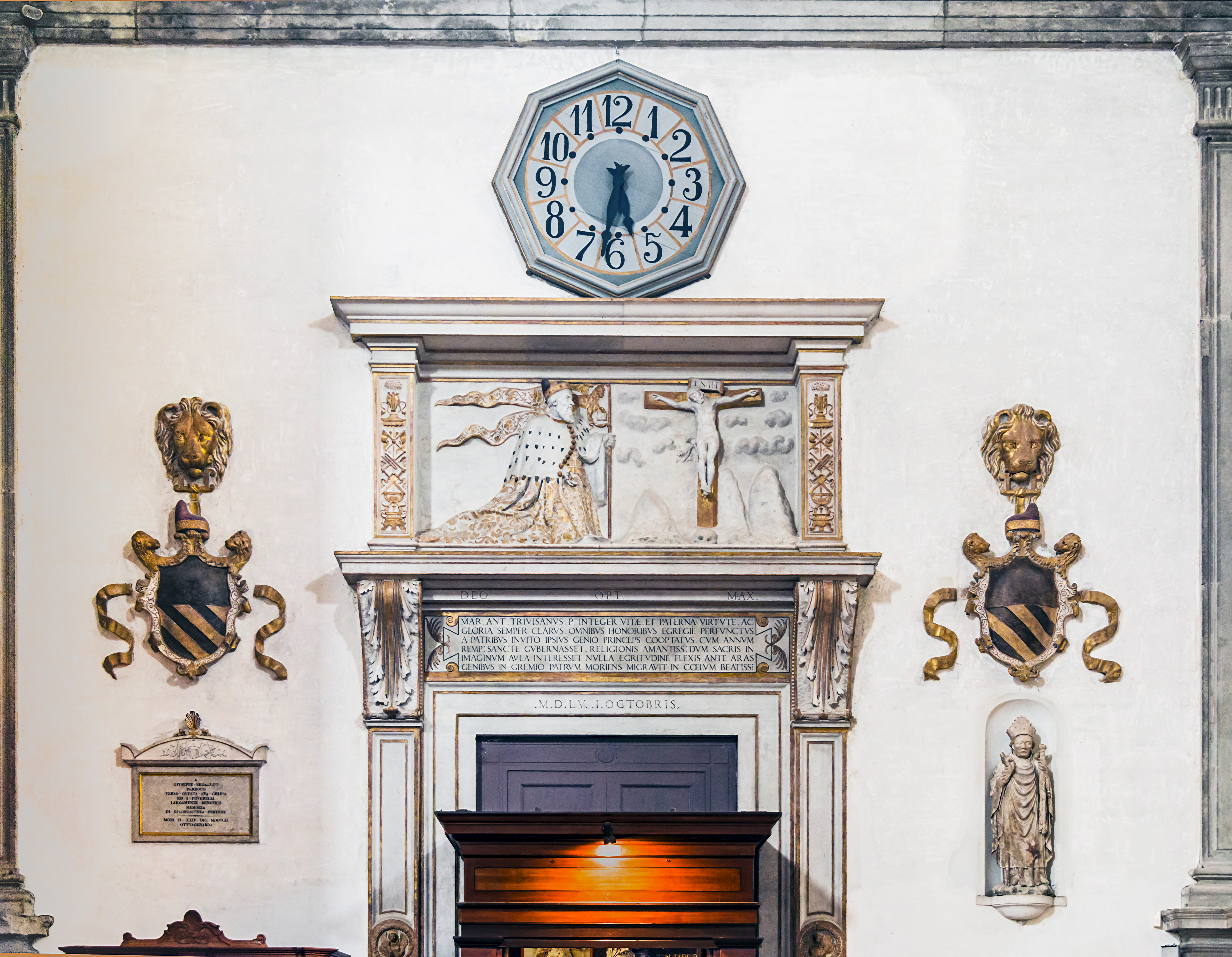
Grabmal für Trevisan in der Kirche San Francesco della Vigna mit dem knienden Dogen vor dem Golgota-Kreuz; links und rechts das Wappen der Familie

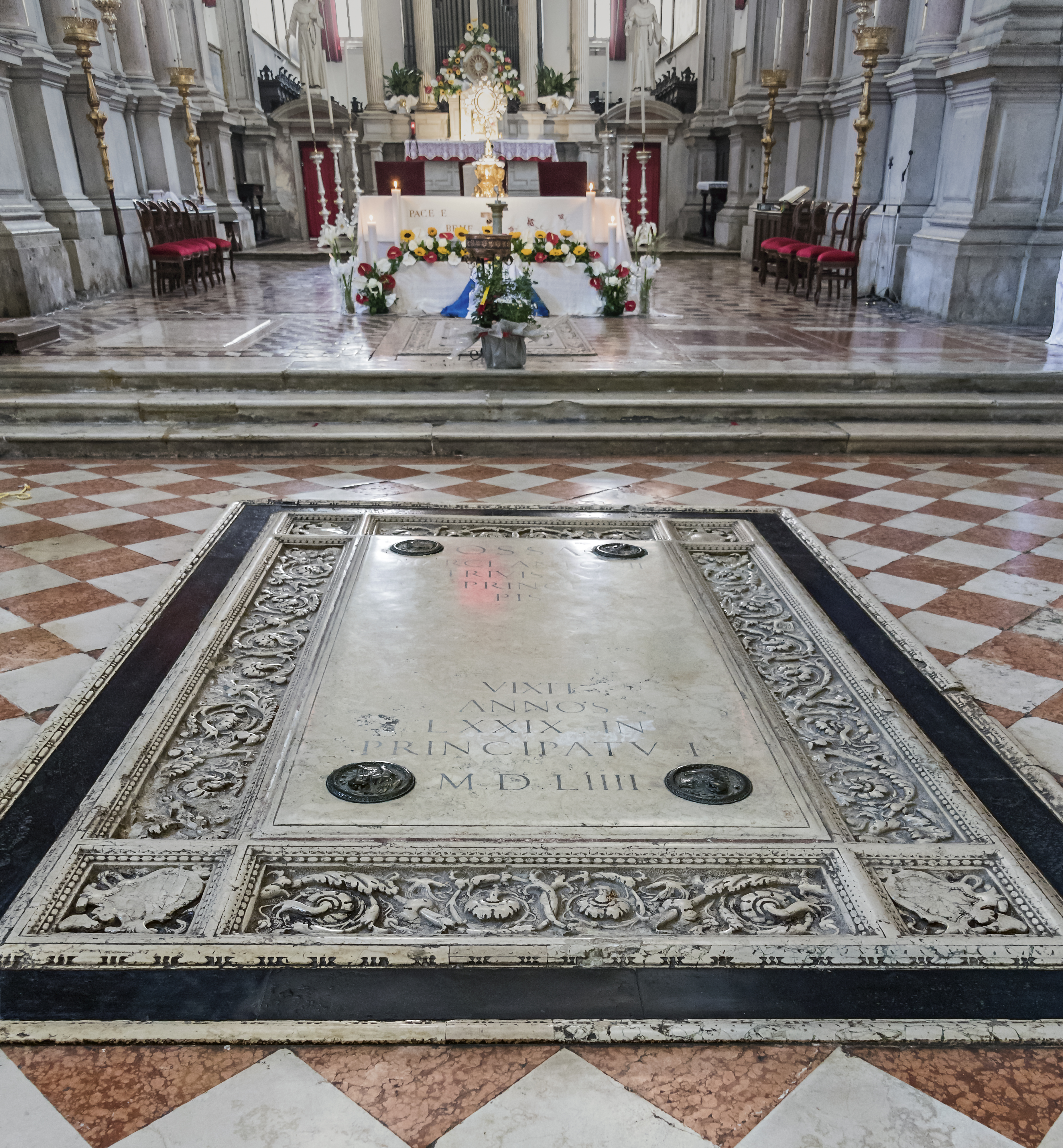
Grabplatte für Marcantonio Trevisan in der Kirche San Francesco della Vigna

Sein Grabmal befindet sich in der Kirche San Francesco della Vigna. Es ist ein Bodengrabmal, das möglicherweise nach einem Entwurf von Jacopo Sansovino ausgeführt worden ist.
Neben den oben abgebildeten Darstellungen sind folgende zu nennen:
- Girolamo Campagna: Der Doge Marcantonio Trevisan kniet vor dem Kreuz von Golgota, Relief, San Francesco della Vigna
- Tizian: Porträt des Dogen, Sammlung Stern, Wien